# Cao nguyên Vân Quý

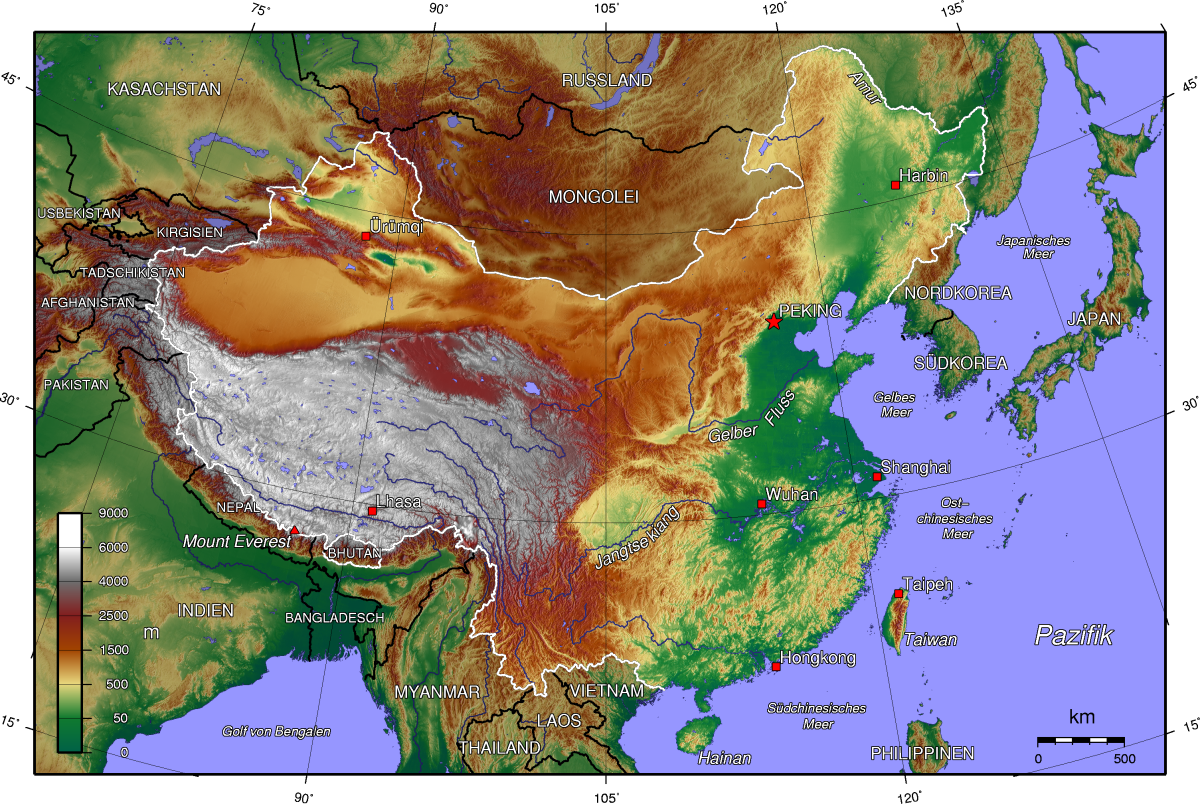
Cao nguyên Vân Quý nằm ở Tây Nam Trung Quốc

Cao nguyên Vân Quý (giản thể: 云贵高原; phồn thể: 雲貴高原; bính âm: Yúnguì Gāoyuán, Hán Việt: Vân Quý cao nguyên), tên đầy đủ là cao nguyên Vân Nam - Quý Châu, là một cao nguyên nằm ở Tây Nam Trung Quốc. Cao nguyên này bao phủ phía đông tỉnh Vân Nam, toàn bộ tỉnh Quý Châu, tây bắc của Quảng Tây và một số vùng giáp ranh của Trùng Khánh, Tứ Xuyên, Hồ Nam và Hồ Bắc, và tùy theo quan điểm, có thể trải rộng ra phía bắc của Lào, vùng cao nguyên ở bang Shan thuộc đông bắc Myanma và phía bắc Thái Lan. Cao nguyên có hai khu vực riêng biệt: một vùng cao nguyên có độ cao khoảng 2.000 m với các đỉnh núi có thể cao tới 3.700 m ở miền bắc Vân Nam, và một vùng đồi núi lượn sóng, núi cao sông sâu, và các dãy núi được đánh dấu bằng các đứt gãy ở phía tây Quý Châu. Nền đá vôi của cao nguyên dễ dáng bị xoái mòn, tạo ra các carxtơ ngoạn mục.
Do có địa hình cao và vĩ độ thấp, khí hậu của cao nguyên có biến động lớn trong ngày do chịu ảnh hưởng của bức xạ năng lượng mặt trời và khí hậu mát mẻ và ít biến đổi theo mùa. Khí hậu cao nguyên được chia thành hai mùa là mùa mưa và mưa khô. Nhìn chung, mô tả khí hậu của cao nguyên khá khó khăn do nhiệt độ biến động giữa các nơi. Các đỉnh cao nhất của cao nguyên lên tới một phần ba tầng đối lưu của Trái Đất. Với mỗi 100 mét độ cao, nhiệt độ nói chung giảm 0,6 °C. Cao nguyên Vân Quý còn có biệt danh là "tứ quý như xuân". Cao nguyên Vân-Quý là có dòng sông lớn tại châu Á như Trường Giang, Tây Giang và sông Mê Kông chảy qua.